# Rendición y reconcesión
Rendición y reconcesión consistió en el mecanismo legal por el cual la isla de Irlanda fue convertida desde una estructura de poder enraizada en clanes familiares y lealtades a un sistema semifeudal bajo el control nominal de la corona de Inglaterra durante la reconquista Tudor en el periodo de 1540-1603. La intención consistía en involucrar a los clanes en la política inglesa y garantizar sus propiedades bajo la ley inglesa a diferencia de la ley de Brehon.

## Política
La ley de Rendición y reconcesión estuvo dirigida por el rey Enrique VIII (gobernó en 1509-47) en una oferta para extender y asegurar su control sobre la isla de Irlanda. Esta política fue propuesta por la Rebelión geraldina (1535-39) y su posterior creación del reino de Irlanda en 1541-42. Los terratenientes gaélicos se encontraban activamente alentados a rendir sus tierras al rey y volver a recuperarlas en concesión si le juraban lealtad. Se esperaba que aquellos que se rindiesen hablasen inglés, vistiesen prendas inglesas, se mantuviesen leales a la corona, pagasen una renta y siguiesen sus leyes y costumbres. A cambio serían protegidos de ataques y podrían entrar en el parlamento irlandés.
La iniciativa de rendición y reconcesión se lanzó en 1540 bajo el nuevo gobernador de Irlanda, Anthony St Leger, cuya idea consistía en transformar y asimilar la Irlanda gaélica en algo similar a la política y sistema constitucional de Inglaterra.
Algunos de los clanes que participaban en el proceso eran los O'Neill de Tir Eoghain que fueron nombrados los condes de Tyrone y como tales se sentaron en la casa de los lores irlandesa desde 1542. En 1543 los O'Brien de Thomond fueron nombrados lores de Inchiquin. Los Mac Aonghusa y los Magennis del condado de Down fueron nombrados caballeros, y los O'Byrne de Wicklow, Kavanaghs (lores Balyan), los O'Donnell de Donegal y los FitzPatricks de Ossory (lores de Castletown) fueron otros de los que aceptaron el sistema. Sin embargo, otros clanes como los O'Mores de Laois y los MacMahons de Monaghan no lo hicieron. El jefe de los O'Donnel fue brevemente nombrado conde en 1603-07.
Muchos de los jefes de los clanes reconcedidos permanecieron católicos, luego de la división general entre Inglaterra y Roma en 1570, lo cual significaba que su nueva situación legal permanecía todavía tangencial a los ojos de los oficiales inconformistas.